# Conti di Blois
I Conti di Blois dall'834 IX secolo al 1391 furono i seguenti.

## Conti carolingi di Blois
?-834:  Guglielmo († 834).
834-865: Oddone († 971).
865-866: Roberto († dopo il novembre 902).
Nel 866, il Marchese di Neustria contro i Bretoni, Roberto il Forte, annesse la contea di Blois.

## Visconti di Blois
?-906: Guarnegaud († 906), visconte di Blois.
906-943: Tebaldo il Vecchio ( 890 † 943), visconte di Blois; sposò una certa Richilde.
943-960: Tebaldo il Truffatore († 975), figlio di Tebaldo il Vecchio.
Intorno al 960, si intitolò conte di Blois e si impadronì della contea di Chartres.

## Conti di Blois

### Casato di Blois (Tebaldingi)
960-975: Tebaldo I il Truffatore († 975), conte di Blois e di Chartres; sposò Liutgarda di Vermandois, figlia di Erberto II di Vermandois.
975-995: Oddone I, († 995), conte di Blois, Chartres, Tours, Châteaudun, Provins e Reims (982-995), figlio di Tebaldo I; sposò Berta di Borgogna, figlia di Corrado III di Borgogna e futura regina di Francia.
995-1004: Tebaldo II, († 1004), conte di Blois, Chartres, Tours, Chateaudun, Provins e Reims, figlio di Oddone I.
1004-1037: Oddone II, († 1037), conte di Blois, Chartres, ecc., di Meaux e Troyes, fratello di Tebaldo II; sposò nel 1103 Matilde di Normandia († 1006), poi in seconde nozze Ermengearda d'Alvernia.

Blasone dei primi Conti di Blois

1037-1089: Tebaldo III (1019-1089), conte di Blois, de Chartres, ecc., figlio di Oddone II e Ermengarda; sposò prima Gersende del Maine, poi Guntrada e infine Alix de Crépy.
1089-1102: Stefano II Enrico, († 1102), conte di Blois, Chartres e Meaux, figlio di Tebaldo III e Gersende del Maine; sposò Adele d'Inghilterra.
1102-1151: Tebaldo IV il Grande, († 1152), conte di Blois, Chartres e Meaux, dal 1125 anche conte di Champagne (Tebaldo II) figlio di Stefano; sposò Matilde di Carinzia († 1161) nel 1123.
1151-1191: Tebaldo V il Buono, († 1191), conte di Blois e Chartres, figlio cadetto di Tebaldo IV; sposò prima Sibylle de Châteaurenard, poi Alice di Francia, figlia di re Luigi VII (1150-1195).
1191-1205: Luigi, conte di Blois, di Chartres e di Clermont, figlio di Tebaldo V e di Alice di Francia; sposò Caterina, contessa di Clermont, nel 1184.
1205-1218: Tebaldo VI, († 22 aprile 1218), figlio di Luigi, sposò prima Mahaut d'Alençon, poi Clemence des Roches.
1218-1230: Margherita (circa 1170-1230), contessa di Blois e Châteaudun, figlia di Tebaldo V e Alice di Francia, sorella di Luigi; sposò: nel 1183 Ugo III d'Oisy, visconte di Cambrai († 1189/90); verso il 1190 Ottone I di Borgogna († 1200); Gualtiero d'Avesnes, conte di Guisa († v.1246).

### Casato d'Avesnes
1230-1241: Maria d'Avesnes († 1241), contessa di Blois e Chartres, figlia di Gualtiero d'Avesnes e di Margherita di Blois; sposò Ugo di Châtillon (v.1196-1248).

### Casato di Blois-Châtillon

Conti della famiglia Châtillon

1241-1279: Giovanni I di Blois-Châtillon († 1279), figlio di Maria e Ugo; sposò nel 1254 Alice, figlia di Giovanni I di Bretagna.
1279-1292: Giovanna di Blois-Châtillon († 1292), figlia di Giovanni I; sposò nel 1272 Pietro di Francia († 1283), conte d'Alençon e di Valois, figlio di re Luigi IX il Santo.
1292-1307: Ugo II di Blois-Châtillon († 1307), conte di Saint-Pol, cugino di Giovanna, figlio di Isabella di Lussemburgo e Guido, a sua volta nato da Ugo V di Chatillon e Maria d'Avesness, cugino della précédente, figlio di Guy, conte di Saint-Pol (figlio di Hugues di Châtillon e Marie d'Avesnes) e di Isabella del Lussemburgo; sposò nel 1287 Beatrice delle Fiandre.
1307-1342: Guido I di Blois-Châtillon († 1342), conte di Blois e Dunois, figlio di Ugo II; sposò nel 1310 Margherita, figlia di Carlo di Valois.
1342-1346: Luigi I di Blois-Châtillon († 1346), conte di Blois e Dunois, figlio di Guido; sposò nel 1340 Jeanne de Hainaut, contessa di Soissons e dama di Chimay.
1346-1372: Luigi II di Blois-Châtillon († 1372), conte di Blois e Dunois, figlio di Luigi e Jeanne.
1372-1381: Giovanni II di Blois-Châtillon († 1381), conte di Blois e Dunois, fratello di Luigi II; sposò nel 1372 Mathilde de Gueldre (1325-1384).
1381-1397: Guido II di Blois-Châtillon († 1397), conte di Blois e Dunois, fratello di Giovann II e Luigi II; sposò Maria di Namur.
Guido e Maria ebbero un solo figlio, Luigi, morto nel 1391; Blois fu così venduto a Luigi I d'Orléans.

### Duchi d'Orléans
In seguito, dal 1397 al 1660, la contea fu unita all'appannaggio assegnato ai duchi di Orléans, membri della famiglia reale, fino alla morte senza eredi diretti di Gastone d'Orléans (1608-1660), zio di Luigi XIV di Francia, quando il feudo passò alla Corona per decisione dello stesso sovrano.